# Selišta, Pljevlja
Selišta este un sat din comuna Pljevlja, Muntenegru. Conform datelor de la recensământul din 2003, localitatea are 20 de locuitori (la recensământul din 1991 erau 43 de locuitori).

## Demografie
În satul Selišta locuiesc 19 persoane adulte, iar vârsta medie a populației este de 49,4 de ani (44,3 la bărbați și 56,9 la femei). În localitate sunt 7 gospodării, iar numărul mediu de membri în gospodărie este de 2,86.
Populația localității este foarte eterogenă.
|  |

| Demografie | Demografie | Demografie |
| An         | Locuitori  | Locuitori  |
| ---------- | ---------- | ---------- |
|            |            |            |
|            |            |            |
|            |            |            |
|            |            |            |
| 1948       | 133        |            |
| 1953       | 169        |            |
| 1961       | 144        |            |
| 1971       | 93         |            |
| 1981       | 68         |            |
| 1991       | 43         | 43         |
| 2003       | 23         | 20         |

| \| Componența etnică conform recensământului din 2003[2] \| Componența etnică conform recensământului din 2003[2] \| Componența etnică conform recensământului din 2003[2] \| Componența etnică conform recensământului din 2003[2] \| Componența etnică conform recensământului din 2003[2] \| \| ----------------------------------------------------- \| ----------------------------------------------------- \| ----------------------------------------------------- \| ----------------------------------------------------- \| ----------------------------------------------------- \| \| \| \| \| \| \| \| Musulmani \| Musulmani \| \| 12 \| 60% \| \| Sârbi \| Sârbi \| \| 6 \| 30% \| \| necunoscută \| necunoscută \| \| 0 \| 0% \| |             |  |    |     |
| Componența etnică conform recensământului din 2003 |             |  |    |     |
| |             |  |    |     |
| Musulmani | Musulmani   |  | 12 | 60% |
| Sârbi | Sârbi       |  | 6  | 30% |
| necunoscută | necunoscută |  | 0  | 0%  |